# Ermita del Calvario (Jérica)
La ermita del Calvario de Jérica, en la comarca del Alto Palancia (provincia de Castellón, España), es una ermita datada en el siglo XVIII, de estilo Neoclásico, que está catalogada como Bien de Relevancia Local según consta en la Dirección General de Patrimonio Artístico de la Generalidad Valenciana, con código identificativo: 12.07.071-011.
Actualmente no está en uso para el culto religioso.
Se encuentra situada en una pequeña elevación que se encuentra enfrente de la Estación de Ferrocarril de Jérica, al otro lado de las vías. Se puede acceder a la ermita, incluso en coche, a través de un camino sin acabar de asfaltar, que conduce tras una empinada, a la explanada en la que se eleva la ermita.

## Historia
La ermita del Calvario se construyó en el siglo XVIII, pero tiene el aspecto de estar inconclusa. Debía tratarse, en su origen, de un conjunto formado por el Vía Crucis, del que en la actualidad se han perdido varios de los edículos (de elegante fábrica de piedra y ladrillo con remate en tejado piramidal), estando en un estado de grave deterioro los que aún quedan en pie.
De la ermita solo queda el exterior, presentando interiormente tan solo escombros y basura.

## Descripción
Se trata de una ermita de planta centralizada octogonal, empleada usualmente en la construcción de baptisterios; con pilares adosados a los muros o paredes (pilastras) de sillarejo, las cuales se unen formando una cornisa corrida, de la que arranca la cúpula de planta circular peraltada (que se remata en tejas vidriadas y con una cruz de veleta), que no presenta tambor, ni tiene luz natural al no contar con linterna, proporcionando la iluminación interior del espacio tres ventanas que se sitúan inmediatamente debajo de la cúpula. Estas ventanas están construidas en ladrillo y su forma presenta dintel, y presentan orientación este, sur y oeste. El acceso al recinto interior se realiza a través de una puerta (orientada al sur), actualmente medio cegada, de fábrica de sillería, que, como las ventanas, también presenta dintel.
El resto de los muros ( de una considerable altura y grosor) están construidos de mampostería vista, acabado que se repite en el interior de la ermita. Presenta todo el aspecto de una obra inacabada, aunque no se dispone de documentación que acredite esta suposición.